# Hudební archiv Kroměřížského zámku

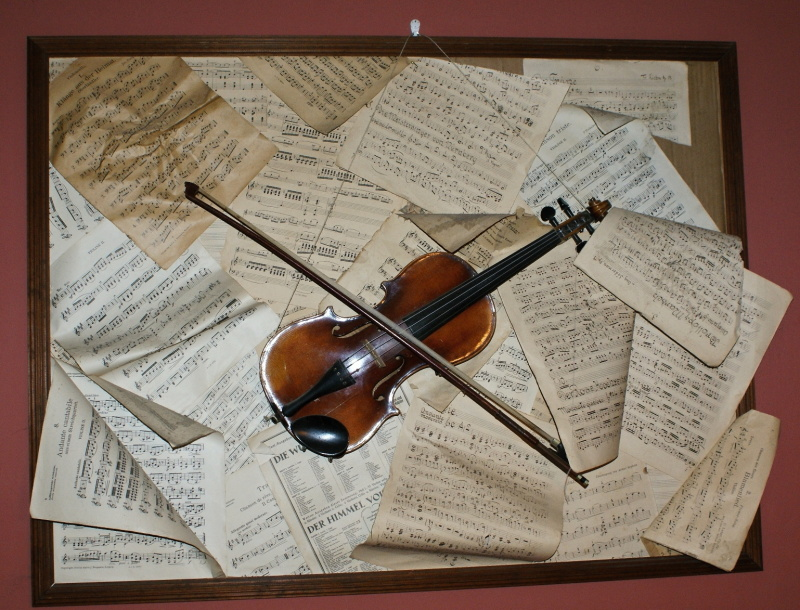
Ilustrační fotografie

Hudební archiv Kroměřížského zámku je rozsáhlá a svým významem ojedinělá sbírka různých druhů hudebnin. V archivu jsou uložena díla hudebních skladatelů 17. a 18. století, která se jinde nedochovala.

## Historie
Základem archivu je sbírka hraběte biskupa Lichtenštejn-Kastelkorna čítající více než tisíc položek. Z této sbírky jsou zde například i renesanční skladby, které složil Jacobus Gallus. O rozvoj hudby i hudebního archivu na biskupském dvoře se zasloužili i mnozí jeho následovníci. Například biskupové z Lichtenštejn-Kastelkornů, Troyer, Hamiltonů, Colloredo-Waldsee a zjeména pak Wolfgang Hannibal ze Schrattenbachu a další.
Skladatel a významný houslista 17. století Heinrich Ignaz Franz Biber  působil jako v letech 1668-70 v Kroměříži jako první houslista zámecké kapely. Jeho skladby jsou zde uloženy v autografu v hojném počtu, neboť je skladatel posílal svému někdejšímu zaměstnavateli, aby se vykoupil. Opustil totiž jeho služby bez udělení souhlasu pod záminkou nákupu hudebních nástrojů pro kapelu.
Další z řady významných osobností, které působili ve službách olomouckých biskupů a arcibiskupů, byl barokní skladatel Pavel Josef Vejvanovský. Když Heinrich Biber odešel do Salcburku, stal se Vejvanovský jeho nástupcem. Prakticky celé dílo Pavla Josefa Vejvanovského je nyní shromážděno ve zdejším hudebním archivu.
O zpracování sbírky se velmi zasloužili profesor J. Sehnal a J. Pešková, kteří vytvořili mimo jiné i její katalog..
Dále jsou ve sbírce zastoupeny například díla skladatelů Karl Ditters von Dittersdorf, Joseph Haydn, Wolfgang Amadeus Mozart a dalších.
Zajímavostí jsou skladby kardinála arcivévody Rudolfa Jana Habsbursko-Lotrinského, které opravoval přímo Ludwig van Beethoven.
Ze zahraničních badatelů se problematice hudby na dvoře olomouckého biskupa dosud nikdo soustavně nevěnoval. Brněnská oratoriía ve svém díle zmiňuje například Howard Smither.
Některé části původní sbírky byly z Kroměříže odvezeny. Jedná se o významnou hudební sbírku olomouckého arcibiskupa Rudolfa Habsburského, která byla podle závěti arcivévody Rudolfa převezena roku 1831 do archivu Gesellschaft der Musikfreunde ve Vídni.